# Jon Walker
Jonathan Jacob Walker (Chicago, 17 settembre 1985) è un bassista statunitense.
Precedentemente, ha lavorato come tecnico del basso per i The Academy Is.... È stato membro dei Panic at the Disco dal 2006, quando sostituì Brent Wilson. Nel 2009 decide di abbandonare insieme a Ryan Ross i Panic! at the Disco per divergenze artistiche, per creare un nuovo gruppo chiamato The Young Veins. La band pubblica un album nel 2010, "Take a Vacation!" ma a dicembre la band dichiara di essere in pausa. Da allora, Walker ha pubblicato un EP intitolato "Home Recordings" nel gennaio 2011, un album intitolato "New Songs" in ottobre 2011, ed un secondo EP, "Crazy Dream EP", nel novembre 2012.